# Згорня Полскава
Згорня Полскава (словен. Zgornja Polskava) — поселення в общин Словенська Бистриця, Подравський регіон‎, Словенія.